# Mogos Tuemay
Mogos Tuemay, auch Abraham Mogos Tiumay (* 14. Mai 1997), ist ein äthiopischer Leichtathlet, der sich auf den Langstreckenlauf spezialisiert hat. Seinen größten Erfolg feierte er im Jahr 2022 mit dem Gewinn der Goldmedaille über 10.000 m bei den Afrikameisterschaften in Port Louis.

## Sportliche Laufbahn
Erste Erfahrungen bei internationalen Meisterschaften sammelte Mogos Tuemay im Jahr 2013, als er bei den Jugendweltmeisterschaften in Donezk in 8:03,83 min den vierten Platz im 3000-Meter-Lauf belegte. Bei den Crosslauf-Weltmeisterschaften 2019 in Aarhus gelangte er mit 33:06 min auf Rang 18 und sicherte sich in der Teamwertung die Bronzemedaille. 2022 siegte er bei den Afrikameisterschaften in Port Louis in 29:19,01 min im 10.000-Meter-Lauf.

## Persönliche Bestzeiten
- 3000 Meter: 8:03,83 min, 14. Juli 2013 in Donezk
- 5000 Meter: 13:15,04 min, 18. Mai 2019 in Shanghai
- 10.000 Meter: 27:23,49 min, 17. Juli 2019 in Hengelo
- Halbmarathon: 1:00:11 h, 27. Februar 2022 in Neapel